# Гичан, Антон Владимирович
Антон Владимирович Гичан (род. 12 июля 1929, д. Маковляны, Белостокское воеводство, Польша) — передовик советского сельского хозяйства, заведующий производственным участком колхоза «1 Мая» Щучинского района Гродненской области Белорусской ССР, Герой Социалистического Труда (1966).

## Биография
Родился 12 июля 1929 года в деревне Маковляны, Сокольского повета Белостокского воеводства Польши в белорусской семье. В три года остался без отца. В начале Великой Отечественной войны был угнан на работы в Германию. В 1945 году, когда Советские войска освобождали Европу, был вызволен из неволи и примкнул к действующим частям Красной армии, участвовал в последних боях войны.
В 1947 году вернулся в родные края и переехал вместе с матерью в село Янчуки. В 1950 году ему доверили стать бригадиром полеводческой бригады. В 1956 году получен рекордный урожай картофеля 145 центнеров корнеплода с гектара в среднем. По его предложению налажена мелиорация земель и произведена подкормка полей. Позже был назначен заведующим производственного участка. В 1966 году его коллектив сумел получить 230 центнеров картофеля с гектара и более 27 центнеров зерновых и зернобобовых культур. Это стало лучшим результатом в области.
Указом Президиума Верховного Совета СССР от 23 июня 1966 года за успехи достигнутые в увеличении производства и заготовок ржи, пшеницы, гречихи и других зерновых и кормовых культур Антону Владимировичу Гичану присвоено звание Героя Социалистического Труда с вручением ордена Ленина и золотой медали «Серп и Молот».
Трудился заведующим участка до 1972 года. С 1972 по 1976 годы работал заведующим животноводческой фермой колхоза. В дальнейшим работал начальником пожарно-сторожевой охраны..

## Награды
За трудовые успехи удостоен:
- золотая звезда «Серп и Молот» (23.06.1966)
- орден Ленина (23.06.1966)
- Орден Трудового Красного Знамени
- Орден «Знак Почёта» (18.01.1958)
- другие медали.